# Pangrapta talusalis
Pangrapta talusalis là một loài bướm đêm trong họ Erebidae.